# Leipziger Lerche (Gericht)
Als Leipziger Lerchen wurde ein früher bekanntes Gericht aus Feldlerchen bezeichnet, die jeden Herbst in der Region um Leipzig gefangen wurden. Meistens wurden die Lerchen im Ganzen gebraten, lediglich der Magen wurde vorher entfernt. Mitunter wurden sie auch als Pastete zubereitet. Ebenfalls üblich war es, die Eingeweide der Lerchen klein zu hacken, zu würzen und diese Masse auf Weißbrot zu essen, ähnlich wie Schnepfendreck. Im Leipziger Kochbuch von Susanna Eger aus dem Jahr 1706 sind die beiden ältesten bekannten Rezepte der lokalen Spezialität überliefert: Bei Lerchen gefüllet werden die Vögel mit einer vorher in Butter angebratenen Masse aus Speck, Hühnerleber, Ingwer, Pfeffer, Muskat, Salz und einem Eidotter (Eigelb) gefüllt und dann in der Pfanne gebraten, bei Lerchen mit Speck zu braten am Fleischspieß mit Speckscheiben und Salbeiblättern dazwischen zubereitet.
Der Singvogelfang war in Europa seit dem Mittelalter üblich und auch in Deutschland zur Lebensmittelgewinnung praktiziert. Die bei Leipzig gefangenen Lerchen galten als besonders gut genährt und schmackhaft und wurden bis ins Ausland verschickt. Die Anzahl der nach Leipzig geschafften Lerchen war enorm, allein im Oktober 1720 waren das 404.340 Vögel. Hochgerechnet auf die Hauptfangzeit September bis November waren das mehr als 1,2 Millionen Lerchen in jenem Jahr. Im Brockhaus von 1838 heißt es: „Auch um Wittenberg, Halle, Colditz, Grimma, Weimar, wo es große Haferfelder gibt, werden viele gefangen und als Leipziger verschickt, welche letztere aber an Feinheit des Geschmackes jene übertreffen. Als Grund dafür wird angeführt, daß sie sich insbesondere von Feldknoblauch nähren, der um Leipzig häufig ist.“
Im Königreich Sachsen wurde 1876 mit dem Gesetz, die Schonzeit der Thiere betreffend der Fang und Handel von und mit kleinen Feld-, Wald- und Singvögeln und somit auch der Lerchen offiziell verboten. Trotzdem wurden weiterhin Lerchen gegessen. „Das Abkommen zwischen Österreich und Italien vom 5. November 1875 und ebenso das deutsche Reichs-Vogelschutzgesetz vom 22. März 1888 verbieten nur die Anwendung der auf dem Boden angebrachten Fallen und der großen Schlagnetze, nicht aber den Lerchenfang überhaupt.“ Laut Wiener Appetit-Lexikon wurden auch Ende des 19. Jahrhunderts noch Lerchen aus der Region Leipzig exportiert.
Um 1900 herum entstand an der Tradition des Fleischgerichtes erinnernd das Gebäck Leipziger Lerche.